# Panait Istrati
Panait Istrati (10. srpna 1884, Brăila – 16. dubna 1935, Bukurešť) byl rumunský spisovatel a novinář. Své texty psal rumunsky i francouzsky. Byl pravděpodobně prvním spisovatelem, který učinil svým literárním hrdinou homosexuála. Hrdinou jeho románů je Adrien Zograffi, autorovo alter ego. V jeho literární kariéře mu zpočátku pomáhal Romain Rolland.

## Život
Jeho otec byl Řek, který se živil jako pašerák. Zemřel, když bylo Panaitovi pouhých devět měsíců. Matka byla pradlena. Panait se již ve dvanácti letech začal toulat. Asi ve 23 letech, kolem roku 1907, začal přispívat do rumunských socialistických periodik (România Muncitoare, Dimineața, Adevărul, Viața Socială) jako novinář. Zde posléze otiskl i své první povídky. Podílel se i na organizování stávky v Braile roku 1910. Roku 1913 začal cestovat po Evropě, posléze se znovu toulal po Rumunsku. V té době také onemocněl tuberkulózou. Z té se pokoušel vyléčit ve Švýcarsku. V sanatoriu se spřátelil s ruským sionistou Josué Jéhoudou, který ho začal učit francouzsky. To ho přimělo se vydat do Francie. Zde ho však postihly deprese a roku 1921 se v Nice pokusil o sebevraždu. Byl ovšem zachráněn.
Pomoci z bídy a depresí se mu pokoušel poté zejména Romain Rolland, který byl okouzlen bohémským způsobem Istratiho života. Napsal předmluvu k první Istratiho knize ve francouzštině, která vyšla roku 1923 (Kyra Kyralina) a zajistil mu možnost publikovat v časopise Clarté, který vydával Henri Barbusse. Rolland také Istratiho vedl k sympatiím vůči Sovětskému svazu. Ty zpočátku také sdílel, ovšem po několika cestách do Stalinovy říše vystřízlivěl. Napsal pak knihu Zpověď odpadlíka, kde vylíčil své zklamání, popsal Stalinovu perzekuci starých bolševiků i pronásledování celých skupin obyvatelstva. Šlo o jeden z prvních demaskujících textů z řad levice, až později byly vydány známé texty Arthura Koestlera či André Gida. Reakce Istratiho komunistických přátel byla hysterická, byl označován za trockistu či fašistu, nejbrutálnější v útocích byl Henri Barbusse. Také Rolland se od Istratiho odvrátil. Ten se zlomený vrátil do Rumunska. Zde spolupracoval s levicovým křídlem nacionalistické Železné gardy, které vedl Mihai Stelescu. Křídlo se časem zcela odštěpilo a stalo se terčem gardistů. Stelescu byl zavražděn a i Istrati byl několikrát napaden. Brzy ale zemřel, zcela opuštěn, v bukurešťském sanatoriu na tuberkulózu.